# Arizonóza krůt
Arizonóza krůt je akutní septikemické onemocnění vyvolávané bakterií Salmonella arizonae. V chovech krůt může způsobovat značné ekonomické ztráty zejména zvýšeným úhynem, redukcí snášky i líhnivosti. Nemoc je klinicky neodlišitelná od ostatních salmonelóz drůbeže. Infekce se sporadicky objevují i u kura domácího, kachen a jiných druhů ptáků.

## Historie a výskyt
První zpráva o izolaci Salmonella arizonae je připisována Caldwellovi a Ryersonovi (1939), kteří prokázali salmonela-like organismus u nemocných plazů v Arizoně, třebaže Lewis a Hitchner (1936) již předtím izolovali u kuřat s příznaky salmonelózy bakterie pomalu fermentující laktózu. Pojmenování Arizona arizonae poprvé použili Kauffmann a Edwards (1952). Ewing (1963) navrhl nové druhové označení Arizona hinshawii, jako ocenění zásluh W.R. Hinshawa při studiu arizonózy u krůt, plazů i jiných zvířat. Kauffmann (1966) pak následně zahrnul arizony do podrodu III rodu Salmonella, název změnil na Salmonella arizonae a definoval antigenní složení. V 8. vydání Bergeyova manuálu byly arizony vzhledem k příbuznosti jejich DNA se salmonelami klasifikovány do rodu Salmonella a všechny organismy z této skupiny označeny jako Salmonella arizonae.

## Příčiny nemoci (etiologie)
Salmonella arizonae představuje antigenně i biochemicky odlišnou skupinu bakterií, která tvoří samostatný poddruh Salmonella enterica subs. arizonae s více než 90 sérotypy.

### Morfologie
Střevní bakterie Salmonella arizonae (čeleď Enterobacteriaceae) je G- pohyblivá tyčinka s peritrichózně uspořádanými bičíky, velikosti 1 x 3 µm. V přírodě se vyskytuje všeobecně, nejčastěji je izolována z plazů a krůt. Identifikace se provádí sérologicky a biochemicky 

### Kultivace a biochemické vlastnosti
Roste jako ostatní salmonely na běžných tekutých i pevných půdách doporučovaných pro kultivaci salmonel. S. arizonae se liší od ostatních salmonel zejména pomalou fermentací laktózy trvající 7-10 dnů inkubace. Dále zkvašuje s plynem dextrózu, mannitol a maltózu, naopak nezkvašuje sacharózu, dulcitol a inositol. Produkuje sirovodík, močovinu nehydrolyzuje a želatinu zkapalňuje pomalu. Nitráty redukuje. Dekarboxyluje lyzin, arginin, ornitin a malonát. Je beta-galaktozidáza pozitivní.

### Odolnost v prostředí
Arizony jsou inaktivovány teplem i běžnými dezinfekčními prostředky. V kontaminované vodě jsou ale schopny přežívat až 5 měsíců, v kontaminovaném krmivu 17 měsíců, v půdě krůtích výběhů 6-4 měsíců a v prostředí hal 5-25 i více týdnů.

### Antigenní struktura
Kmeny S. arizonae jsou sérologicky příbuzné se salmonelami a také techniky identifikace jejich antigenní struktury včetně nomenklatury sérotypů jsou shodné. Dosud bylo u nich prokázáno 34 somatických (O) antigenů a 43 bičíkových (H) antigenů. Nejznámější sérotypy, dříve označované jako 7:1,7,8 a 7:1,2,6, jsou nyní označovány jako 18:z4z32 a 18:z4z23.

### Patogenita
U krůťat i kuřat infikovaných S. arizonae kongenitálně nebo během prvních několika dnů po vylíhnutí se může úhyn pohybovat mezi 10-50 % a přetrvávat až do 3.-4. týdne věku.

## Vznik a šíření infekce (epizootologie)

### Hostitel
Bakterie S. arizonae je v přírodě široce rozšířena u různých ptačích, savčích a plazích druhů. U drůbeže je nejčastěji izolována u krůt, ale vyskytuje se i kura domácího, kachen, papoušků i kanárů. U člověka může S. arizonae způsobovat gastroenteritidu.

### Přenos, nosiči a vektory
Možnosti přenosu a šíření infekce jsou stejně tak široké jako u paratyfových salmonel. Subklinicky infikovaní dospělí ptáci jsou často střevními nosiči a šiřiteli S. arizonae po dlouhou dobu. Nejčastějšími zdroji infekce pro drůbež jsou divocí ptáci, hlodavci (potkani, myši) a plazi. 
Horizontálně se infekce šíří aerogenně (vzduchem) nebo přímým kontaktem s chronicky nemocnými či latentně infikovanými ptáky (i savci) nebo nepřímo kontaminovaným krmivem, vodou, podestýlkou a technologií.
Možnost vertikálního přenosu od rodičů na potomstvo byla v terénu i experimentálně mnohokrát potvrzena. S. arizonae se dostává do vaječného obsahu přímo v ovariích nebo penetrací přes vaječnou skořápku po její kontaminaci trusem. Perek et al. (1969) izolovali S. arizonae ze semena kohoutů.

## Projevy nemoci (symotomatologie)

### Klinika
Arizonóza se nejčastěji vyskytuje u krůťat v prvních 3 týdnech života. V hejnu se rychle šíří, mortalita se pohybuje mezi 10-50 %. Klinické příznaky nejsou nijak specifické, podobně jako u paratyfových salmonelóz. Inkubační doba se pohybuje v rozmezí 2-5 dnů.
Krůťata (příp. kuřata) jsou slabá, netečná, shlukují se pod tepelnými zdroji a posedávají. Peří kolem kloaky mají znečištěné, trpí průjmem. Nerada se pohybují, po přinucení k pohybu mají nejistý krok, někdy parézu končetin či zkroucený krk (poškození CNS). Poměrně rychle hynou. Při protrahovaném průběhu dochází u krůťat ke zmnožení exsudátu v přední komoře oční až vzniku sýrovitých usazenin na rohovce jednoho nebo obou očí, což může způsobit i slepotu. U dospělé drůbeže probíhá infekce S. arizonae převážně subklinicky a bez úhynů.

### Patologie
Pitevní nálezy u krůťat infikovaných S. arizonae jsou podobné změnám při infekci paratyfovými salmonelami. Zjišťují se zvětšená a skvrnitá játra, nekrotické fokusy na játrech a srdci, fibrinózní zánět vzdušných vaků, perihepatitida (zánět jaterního pouzdra), peritonitida (zánět pobřišnice) se sýrovitým exsudátem v dutině tělní, meningitida (zánět mozkových blan) a tyflitida (zánět slepých střev). Žloutkový váček může perzistovat. 

### Diagnostika
Vysoká mortalita, nervové příznaky a slepota u krůťat indikují možnou arizonózu. Tyto klinické příznaky, včetně pitevního nálezu, se však vyskytují i u jiných salmonelových infekcí. Nervové příznaky mohou být ale také vyvolány infekcí virem Newcastleské nemoci, aspergilózou a deficiencí vitamínu E (encefalomalácie). Slepost u krůťat může být rovněž způsobena aspergilózou. Proto je nutné potvrdit diagnózu izolací a identifikací příčinné bakterie.
Při identifikace S. arizonae je nutné diferencovat nejen od jiných salmonel, ale také od antigenně příbuzného rodu Citrobacter. Členové tohoto rodu nejsou patogenní pro drůbež, ale z diagnostického hlediska mohou být zaměněni za salmonely v počátečních izolacích ze vzorků trusu. 

### Terapie a prevence
Antimikrobiálními látkami je možné redukovat ztráty při akutním výskytu arizonózy, ale existují již kmeny rezistentní k některým antibiotikům. Aplikací antibiotik do násadových vajec lze také získat rozmnožovací chovy krůt prosté S. arizonae, případně za pomoci vakcinace. Podobně jako u paratyfových infekcí je ale třeba provádět další opatření (sanitace, kontrola) zabraňující zavlečení nákazy, případně jejímu šíření, do chovů.